# Actes de Pere i els dotze Apòstols
Els Actes de Pere i els dotze Apòstols és el text número u dels que formen part del còdex VI dels Manuscrits de Nag Hammadi. És un apòcrif del Nou Testament referit a Pere apòstol escrit en grec cap a finals del segle ii o potser a inicis del segle iii.
El contingut és gnòstic i és una al·legoria i la seva explicació en un text que parla d'un mercat de perles, de forma paral·lela a la Paràbola de la perla que es descriu a l'Evangeli segons Mateu (Mt. 13, 45) i a l'apòcrif Evangeli de Tomàs. Un home vol vendre una perla, però evita els compradors rics i s'acosta només als pobres. Descobreixen que aquesta perla està guardada a la ciutat natal del venedor, i en multitud van a buscar-la juntament amb ell. A la fi es veu que el comerciant és la perla, i que en realitat és Jesús.
Per la redacció tardana d'aquest text es creu que no es pot considerar una explicació d'un fet real, però no es descarta que pugui ser fruit d'una transmissió oral molt antiga.